# Waterloomedaille (Brunswijk)
De Waterloomedaille was een onderscheiding van het hertogdom Brunswijk.
Het hertogdom Brunswijk nam onder aanvoering van hertog Frederik Willem van Brunswijk (1771-1815) deel aan de Duitse bevrijdingsoorlog. De Duitse staten verjoegen in 1813 met Russische hulp de gehate Franse bezetters. Later namen de Brunswijkers ook deel aan de Slag bij Quatre Bras en de Slag bij Waterloo. Voor de veteranen werd een bronzen medaille geslagen.
De hertog had de bijnaam "Black Duke" naar de zwarte uniformen van het Brunswijkse Infanterie-Regiment Nr. 92 en het Huzaren-Regiment Nr. 17. Deze troepen vochten eerder onder Wellington in Portugal en Spanje. Op 18 juni 1815 vocht de cavalerie bij Quatre Bras en daar sneuvelde de hertog aan het hoofd van zijn huzaren. Op 16 juni 1815 vochten de overlevenden bij Waterloo. De medailles dragen vaak resten van verguldsel, ze zijn 1½ inch in diameter en met een dikte van 3/8 inch vrij zwaar. Op de voorzijde staat het omschrift "Herzog Friedrich Wilhelm"  Op de keerzijde staat "Quatre Bras" en "Waterloo" met in een lauwerkrans het jaartal 1815. De ophanging van de medaille is à la Baden geconstrueerd met een zware metalen gesp waar het lint doorheen werd gehaald. Het lint is hemelsblauw met een gougele bies.

## Waterloomedailles van andere landen
Frankrijk heeft geen medaille ingesteld voor de Franse veteranen. Na de dood van Napoleon werd door Napoleon III in 1857 een bronzen Sint-Helenamedaille geslagen voor alle overlevenden van zijn oorlogen.
Nederland kwam pas in 1863 met een klein Waterlookruis voor de weinige nog in leven zijnde veteranen van de veldtochten en gevechten van 1813 tot 1815.
- Waterloomedaille (Verenigd Koninkrijk))
- Waterloomedaille (Brunswijk)
- Waterloomedaille (Nassau)
- Waterloomedaille (Saksen-Coburg-Saalveld)
- Waterloomedaille (Hannover)